# Гексацианоферрат(III) кобальта
Гексацианоферрат(III) кобальта — неорганическое соединение,
соль кобальта и гексацианожелезной(III) кислоты с формулой Co3[Fe(CN)6]2,
красные кристаллы,
не растворяется в воде.

## Получение
- Реакция нитрата кобальта и гексацианоферрата(III) калия:

{\displaystyle {\mathsf {3Co(NO_{3})_{2}+2K_{3}[Fe(CN)_{6}]\ {\xrightarrow {}}\ Co_{3}[Fe(CN)_{6}]_{2}\downarrow +6KNO_{3}}}}

## Физические свойства
Гексацианоферрат(III) кобальта образует красные кристаллы
кубической сингонии,
пространственная группа F m3m,
параметры ячейки a = 1,034 нм, Z = 2.
Не растворяется в воде.